# Фредрік фон Оттер
Фредерік фон Оттер (швед. Fredrik von Otter; 10 квітня 1833; Вестерйотланд — 9 березня 1910; Карлскруна) — шведський політичний, військовий і державний діяч, прем'єр-міністр Швеції (1900—1902). Адмірал.

## Біографія
Народився в багатій, аристократичної сім'ї. Його батько був військовим в чині підполковника.
У віці 17 років вступив на службу до шведського королівського флоту в чині другого лейтенанта. У зв'язку з тим, що він довгий час залишався без просування по службі, в 1857 році перейшов у Королівський військово-морський флот Великої Британії, де служив по 1861 рік. Брав участь в походах проти піратів в Південно-Китайському морі. За виявлену хоробрість був відзначений медаллю.
У 1868 році як командир корабля «Софія» взяв участь в одній з експедицій Адольфа Еріка Норденшельда до Північного полюса. У 1869 році служив другим капітаном корвета «Жозефіна» під час його експедиції на Азорські острови і в Північну Америку. У 1871 році був командиром канонерського човна «Інгегерд» під час експедиції в Море Баффіна, щоб забрати з західного узбережжя Гренландії, так званий, Норденскільський залізний метеорит вагою близько 25 тонн. Пізніше отримав звання коммандера і став ад'ютантом наслідного принца Оскара, герцога Остергьотландського (майбутнього короля Оскара II), і після його вступу на трон в 1873 році, залишався на тому ж посту.
Потім він був призначений керуючим верф'ю на військово-морській станції в Карлскруна. Засідав в низці королівських комітетів.
У 1874 році після присвоєння звання капітана 1-го рангу був призначений міністром з морських справ Швеції (до 1880 року). Пізніше обіймав посаду директора морської верфі у Карлскроні. У 1884 році отримав чин комодора, в 1892 році — віце-адмірала, в 1900 році став адміралом.
Член Першої палати (1891—1899), другої палати (1900—1902) і знову першої палати (1902—1905) Риксдагу Швеції. Вважався протекціоністом, хоча дотримувався поміркованих поглядів.
З 1900 року по 1902 рік обіймав посаду прем'єр-міністра Швеції. Будучи прем'єр-міністром, відповідав за проведення реформи військової служби і остаточне скасування системи розподілу, введеної ще при Карлі XI більше 200 років тому. У зв'язку з новою військовою організацією була впроваджена прогресивна система оподаткування.
У 1874 році став дійсним членом Шведської Королівської Академії військових наук і Королівського Військово-Морської спільноти (1865).
Останні роки життя провів керуючи своїм маєтком.

## Нагороди
Шведські:
- Орден Серафимів (1900)

- Великий хрест з ланцюгом ордена Меча (1887)

- Лицар ордена Полярної зірки (1868)

- Ювілейна медаль короля Оскара II (1897)

- Золота медаль Ілліс кворум (1900)

- Пам'ятний знак на честь Золотого весілля короля Оскара II і Королеви Софії (1907)

Іноземні:
- Командор ордена Церінгенского лева князівства Баден (1881)

- Великий хрест з діамантом датського ордена Данеброг (1898)

- Великий хрест норвезького ордена Святого Олафа (1889)

- Великий хрест Імператорського австрійського ордена Франца Йосифа (1890)

- Великий хрест ордена Святого Карла (Монако, 1884)

- Великий хрест Ависького ордена (Португалія, 1886)

- Кавалер французького ордена Почесного легіону (1877)

- Офіцер ордена Корони Італії (1870)

- Командор ордена Сантьяго (Португалія, 1873)

- Лицар першого класу прусського ордена Корони (1895)

- Лицар першого класу російського ордена Святої Анни (1892)

- Кавалер Орден Слави четвертого класу (Туніс, 1865)